# 邬美珍
邬美珍（1935年—），女，祖籍浙江定海，生于上海，中国儿童舞蹈家、舞蹈教员、编导，曾任中国舞蹈家协会理事。